# Puffin leucomèle
Calonectris leucomelas
Espèce
Statut de conservation UICN

 NT  : Quasi menacé
Le Puffin leucomèle (Calonectris leucomelas) est une espèce d'oiseaux de la famille des Procellariidae.

## Répartition
Cette espèce vit dans l'océan Pacifique.